# Acanthodelta basilewskyi
Acanthodelta basilewskyi är en fjärilsart som beskrevs av Emilio Berio 1954. Acanthodelta basilewskyi ingår i släktet Acanthodelta och familjen nattflyn. Inga underarter finns listade i Catalogue of Life.